# Köpi
Le Köpi ou Køpi est une communauté autonome et autogérée implantée dans la Köpenicker Straße 137 à Berlin-Mitte à partir de 1990.
Le site annexe a été évacué par la police en octobre 2021.

## Situation

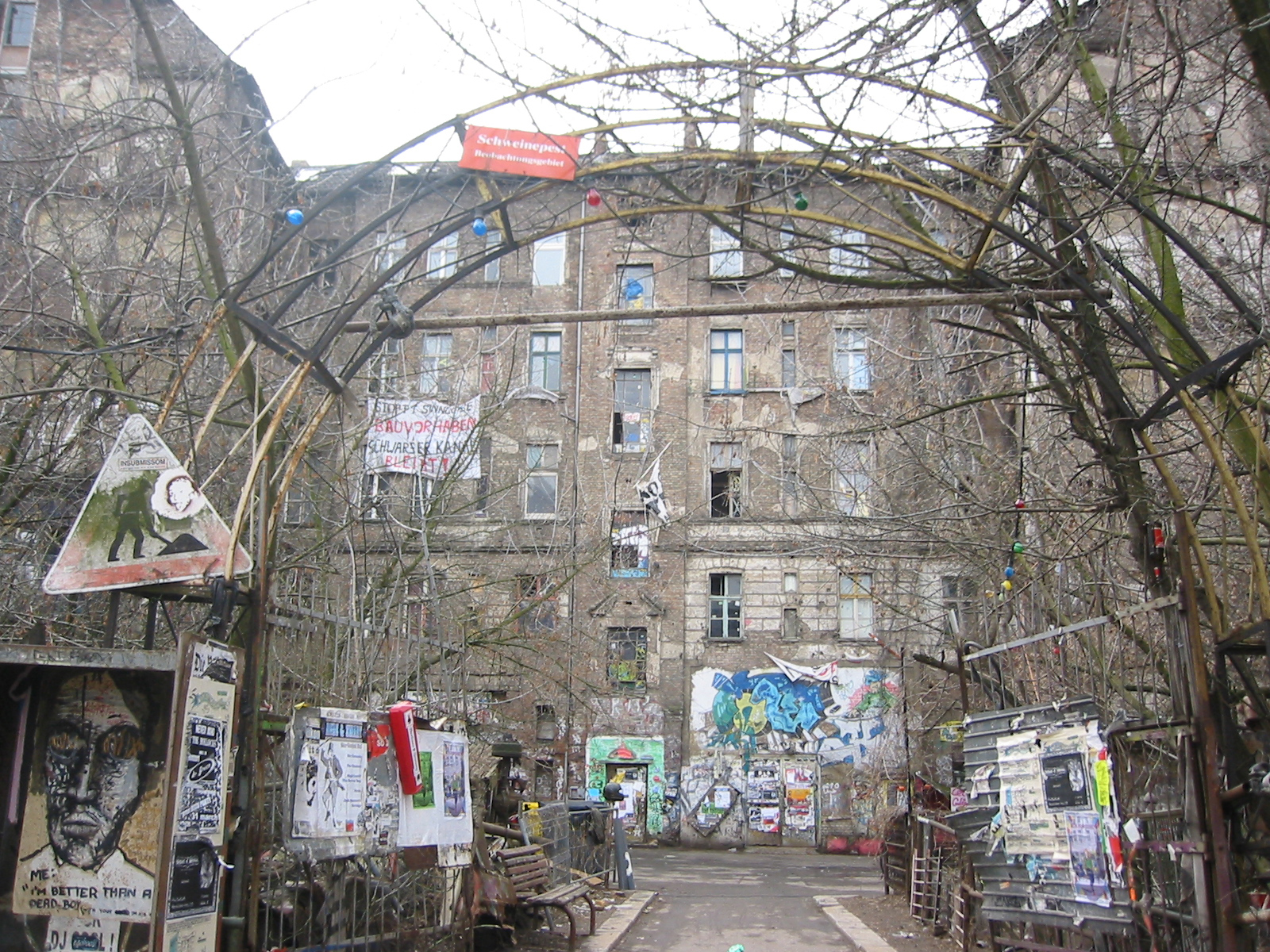
Entrée

Le bâtiment actuel fait 1 904 m2 répartis sur cinq étages. Seules la partie arrière et les deux ailes latérales du bâtiment original sont encore debout, ce qui fait que la forme actuelle de la demeure ressemble à un U. L'environnement est une Mischgebiet, c'est-à-dire une zone urbaine partagée entre des habitations et des parcs industriels. En 2008, il y avait officiellement 29 habitants au Köpi et les intéressés se revendiquent une cinquantaine en 2014, dont des enfants qui y vivent depuis leur naissance. Plusieurs roulottes habitables sont aussi stationnées derrière le bâtiment.
Köpi 137 est située sur la partie sud de la Köpenicker Straße, entre la station de métro  Heinrich-Heine-Straße et celle de  Schlesisches Tor. L'arrêt Bethaniendamm du  265 est à 100 m de l'entrée.

## Activités
En plus d'être un lieu de vie, le Köpi est un centre culturel connu dans la mouvance autonome allemande. Il y a tous les lundis et jeudis une séance de cinéma où des courts et longs-métrages alternatifs sont projetés au Video Pelikuloso. Il existe aussi une salle de théâtre. Il y a le mardi le café alternatif de l'Europe de l'Est avec une bibliothèque attenante. Le mercredi se tient la réunion plénière hebdomadaire. L'Infoladen est aussi ouvert le mercredi. L'atelier de sérigraphie est ouvert le jeudi. Le groupe Fightclub propose de l'escalade en salle. Il y a un groupe de grimpeurs spécialement pour les femmes, lesbiennes et personnes trans. Des conférences sur différents sujets sont organisées régulièrement. En outre, le PunkRock Café est ouvert tous les week-ends, et des concerts sont régulièrement organisés. Köpi dispose d'un studio d'enregistrement pour les musiciens. La musique est à tendance punk hardcore. Il y a deux halls de concert et la cour intérieure est assez spacieuse pour permettre à plusieurs centaines de personnes d'y évoluer. Des feux de camp sont régulièrement organisés dans la cour. Des Volxküchen sont organisés le mardi et le mercredi soir.

## Histoire
Le bâtiment a été construit en 1905 par un maître d'ouvrage juif. La propriété a changé de main en 1934. Pendant la RDA, l'ensemble est devenu propriété d'État. Après la chute du mur, la propriété devait selon la loi allemande revenir à son propriétaire antérieur.

### Occupation et légalisation
À la chute du Mur de Berlin, de nombreuses propriétés ont été squattées par des berlinois de l'est et de l'ouest. La maison de la Köpenicker Straße 137 a été occupée le 23 février 1990, alors que ses locataires avaient été délogés et que le bâtiment devait être détruit. Ni l'Administration immobilière de la RDA  (Kommunale Wohnungsverwaltung (KWV)) ni la Volkspolizei n'ont empêché l'occupation.
Après la réunification berlinoise complète, les premières évacuations ont débuté. Le 14 novembre 1990, les autorités évacuent 13 squats dans la Mainzer Straße à Berlin-Friedrichshain, avec un déploiement de 3 000 policiers dont plusieurs unités du SEK. L'affrontement avec les 10 000 manifestants venus soutenir les quelques centaines de squatteurs ont occasionné de nombreuses violences urbaines.
Après cet épisode, les autorités ont décidé de négocier avec les squatteurs du Köpi autour d'une table ronde qui doit aboutir à une légalisation de l'occupation des lieux. Lors de l'été 1991, les occupants obtiennent un « pré-contrat » (Vorvertrag) de la part de la Wohnungsbaugesellschaft Berlin Mitte mbH — qui vient de remplacer la KWV — qui leur donne à chacun un bail et la possibilité de faire eux-mêmes des travaux dans le bâtiment en mauvais état.
La même année, le terrain Schwarzer Kanal non loin du Köpi est lui aussi occupé par des autonomes queers. Le 1er mai 1993, la Wohnungsbaugesellschaft Berlin Mitte mbH commissionne la Société pour le développement urbain (Gesellschaft für Stadtentwicklung (GSE)) d'administrer le Köpi. La GSE opère une clôture des contrats de baux.

### Rétrocession
Le bâtiment est rétrocédé au propriétaire Volquard Petersen en 1995. Il mandate l'agence immobilière Petersen und Partner KG pour prendre en charge l'administration du Köpi le 1er octobre 1995. Un an après, l'agence procède à une résiliation du bail avec effet immédiat : les locataires ont une semaine pour vider les lieux. En novembre 1996, après une deuxième tentative de résiliation sans réaction des locataires, Petersen und Partner KG dépose une plainte au tribunal d'instance de Berlin-Tempelhof. La plainte fut rejetée par le tribunal.
L'agence voulait construire un immeuble de bureaux avec parking souterrain sur le terrain et moderniser le bâtiment existant. Bien que l'agence ait obtenu le permis de construire, l'opération n'a pas été menée à bien puisque Petersen und Partner KG était insolvable.

### Incident
En novembre 2016, une jeune femme perd la vie dans l'enceinte du complexe. Une ambulance, alertée par un appel anonyme rapportant la situation, se rend sur place mais se voit refuser l'accès. Finalement, deux « négociateurs » autorisent l'accès du personnel médical et d'un officier de police, mais uniquement dans l'espace extérieur du bâtiment où se trouve le corps en question. Le docteur sur place constate que le corps a été déplacé et que la mort remonte à au moins deux heures. La police n'a cependant pas procédé à une enquête sur place et n'a pas inspecté l'intérieur du bâtiment.

### Vente judiciaire

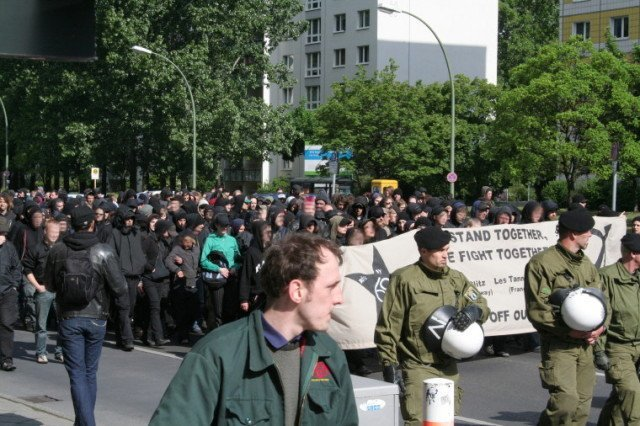
Manifestations le 8 mai 2007 contre la vente judiciaire.

En avril 1998, une tentative de mise sous séquestre n'a eu aucun débouché. La banque créancière de Petersen und Partner KG a tenté ensuite de faire une vente judiciaire du Köpi 137 le 16 février 1999. Mais le bien n'a pas trouvé preneur lors de la mise aux enchères du tribunal d'instance de Berlin-Mitte. Une deuxième tentative de vente le 2 novembre 1999 s'est de nouveau soldée par un échec.
En 2006, la Commerzbank a déposé une demande de vente judiciaire au tribunal d'instance. Du fait de sa proximité avec le Spree et la gare de l'Est, la propriété du Köpi est assez attrayante pour les investisseurs. Alors que l'offre soumissionnée est fixée à 1 670 000 € pour l'immeuble principal et de 1 815 000 € avec la propriété attenante où se trouvent les roulottes, la vente s'opère le 8 mai 2007 pour 834 000 €. Des manifestations avaient lieu devant le tribunal pendant la vente.
Après négociations entre les habitants et leur avocat, un bail de 30 ans a été négocié avec l'acquéreur en mars 2008. Bien qu'il ait acheté la propriété pour le compte d'un promoteur immobilier berlinois, il avait le droit de signer le bail .
Le 1er septembre 2010, les résidents ont annoncé que Commerzbank prévoyait de vendre à nouveau la maison aux enchères. Le 28 février 2013, une partie du Wagenburg an der Köpi a été vendue aux enchères par Commerzbank pour 405 000 euros. L'acheteur était Startezia GmbH sise à Moers, une filiale du propriétaire précédent (Novum Köpenicker Straße 133-138 GmbH & Co. KG).
Le 15 octobre 2021, le site a été évacué sous l'action de la police après qu'un tribunal l'ait précédemment ordonné à la demande du propriétaire. Dans la soirée, la scène autonome de gauche a manifesté contre l'évacuation et de violentes émeutes se sont produites autour de la Köpenicker Strasse,. Le nombre de manifestants a été évalué à 8 000 personnes.